# キミとここから!
『キミとここから!』は、朝吹まりによる漫画作品。

## 概要
『りぼん』（集英社）2007年1月号から3月号にかけて連載された。同タイトルの短編集がりぼんマスコットコミックス（集英社）から刊行されている。
連載当時のキャッチフレーズは「新感覚☆まんが家まんが!」。

## あらすじ
漫画家を目指す小学6年生、横山りおは物語作りがうまい反面、絵に関してはどうしようもないほど下手だった。ある日彼女はふとしたことで嫌味な感じの高校生･日野と出会う。当初彼を、漫画雑誌『キャンディー』の編集者だと勘違いしていたりお。だが日野は、りおの憧れの漫画家「ひなの楓｣だった!

## 登場人物
横山 りお（よこやま りお）
漫画家になり、超人気月刊漫画雑誌『キャンディー』で活動することを目標とする小学6年生。小学4年生のときに「ひなの楓」（後述）の漫画に感動し、漫画家を目指すようになった。絵は非常に下手だが、物語を作る能力に秀でる。その才能を見込まれて、ひなの楓の新連載の原作を担当することになった。
日野 楓（ひの かえで）
口の悪い高校1年生。男性であることを隠しつつ、超人気月刊漫画雑誌『キャンディー』で『ひなの楓』というペンネームを用いて執筆活動を展開している。りおの投稿作を見て、その絵の拙さについて散々な評価を下す。その後紆余曲折の末、新連載の原作をりおに書いてもらうことになった。出版社に原稿の持ち込みをしたりおに、当初『キャンディー』の編集者だと勘違いされた。
浅木 ハルカ（あさき はるか)
ひなの楓の担当編集者。優しい性格の美人で、出版社に原稿の持ち込みをしたりおに当初、ひなの楓だと勘違いされた。

## 書誌情報
- 朝吹まり 『キミとここから!』 集英社〈りぼんマスコットコミックス〉 2007年4月13日初版発行 ISBN 978-4-088-56739-6
  - 表題作の他に「ラヴVS」「スターズ」を併録。